# (1921) Pala
(1921) Pala es un asteroide perteneciente al cinturón exterior de asteroides descubierto por Tom Gehrels desde el observatorio del Monte Palomar, Estados Unidos, el 20 de septiembre de 1973. Su nombre hace referencia a la tribu indígena Pala que habita en una reserva también llamada Pala al pie del Monte Palomar.

## Características orbitales
Con un semieje mayor de 3,30 Unidades Astronómicas se encuentra situado en el Hueco de Hécuba, uno de los Huecos de Kirkwood, por lo que presenta la característica de que está en resonancia orbital 2:1 con Júpiter.